# Timore e tremore
Timore e tremore (in danese Frygt og Bæven) è una delle principali opere del filosofo danese Søren Kierkegaard, pubblicata nel 1843 con lo pseudonimo di Johannes de Silentio. Il titolo secondo Cornelio Fabro, uno dei principali studiosi di Kierkegaard, fa riferimento a una frase tratta dalla Seconda lettera ai Corinzi dell'apostolo Paolo, il versetto 7, 15: ( Vedi anche Salmo 55, versetto 5)  «E i suoi teneri affetti sono più abbondanti verso di voi, mentre ricorda l'ubbidienza di tutti voi, come l'abbiate ricevuto con timore e tremore».
Timore e tremore mostra supposizioni originali di Kierkegaard sul sacrificio di Isacco fatto da Abramo (Genesi, 22) ed utilizza la vicenda come un'occasione per discutere i problemi fondamentali della filosofia morale e della teologia, come la natura di Dio e della fede, le relazioni tra fede, etica e morale, e la difficile impresa di essere veri cristiani.

## Riassunto dell'opera
Il libro inizia con una riflessione sulla forza della fede di Abramo quando Dio gli comandò di sacrificare il figlio Isacco. Kierkegaard espone quattro alternative in cui Abramo avrebbe potuto fallire nella prova della sua fede e le mette in contrasto con la propria interpretazione della vicenda di Abramo e della sua dimostrazione di fede. Silentio (cioè Kierkegaard stesso) ammira profondamente la fede di Abramo. Dopo l’Introduzione e Stato d'Animo (o Atmosfera), troviamo il capitolo Panegirico di Abramo (o Elogio d'Abramo), Problemata e una serie di tre Problemata, in cui affronta tre specifici problemi filosofici nati dalla storia del sacrificio di Abramo:
1. È presente una sospensione teleologica dell'etica? Può Abramo essere considerato "buono" per aver obbedito a Dio, quando eticamente è soltanto un assassino?
2. Esiste un dovere assoluto verso Dio?
3. È eticamente giustificabile il fatto che Abramo non riveli a Sara, Eliezer e Isacco il suo progetto, rimanendo in solitudine col suo silenzio?

Nella Prefazione il filosofo cristiano, precisa che non si considera un filosofo. In polemica con gli accademici e religiosi Hans Lassen Martensen e Rasmus Nielsen, hegeliani, asserisce: «Il sottoscritto non è affatto un filosofo, egli è poetice et eleganter, uno scrittore fuori ruolo che non scrive il sistema né fa promesse di dare un sistema, che non si dà al sistema né scrive per il sistema»
Nel Panegirico di Abramo, Kierkegaard, nonostante le supposizioni fantasiose sulle reazioni di Abramo alla richiesta del sacrificio di Isacco da parte di Dio, conclude sulla immensa fede del patriarca: «Ma non dubitò, non si mise a sbirciare a destra e a sinistra con angoscia, non importunò il cielo con le sue preghiere. Sapeva ch'era Dio, l'Onnipotente, che lo metteva alla prova; sapeva che si poteva esigere da lui il sacrificio più duro: ma sapeva anche che nessun sacrificio è troppo duro quando è Dio che lo vuole - e cavò fuori il coltello».
Nel Problemata, il filosofo esordisce: «Per parte mia confesso che non mi manca il coraggio di portare un pensiero fino in fondo». La polemica qui è contro tutti coloro che hanno sostituito la ragione alla fede, alla filosofia del suo tempo, in particolare a quella hegeliana che considerava «la filosofia superiore alla religione e alla fede». La polemica è rivolta a coloro che criticano il racconto biblico del sacrificio di Abramo e a tutti coloro che vanno "oltre" la fede. Sopprimendo la fede, riducendola a zero «non resta che il fatto crudo», Abramo è un assassino. «La teologia sta imbellettata alla finestra e mendicando per averne i favori offre alla filosofia le sue grazie. Sarà difficile capire Hegel, ma capire Abramo è una via stretta (Mt., 7,14). Andare al di là di Hegel è opera prodigiosa: ma andare al di là di Abramo è la cosa più facile di tutte». Kierkegaard ammette di aver compreso la filosofia di Hegel, facilmente, ma «con mal di capo». Ben diverso "pensare" ad Abramo, «allora mi sento come annientato». L'eroe Abramo lo paralizza perché condivide la sua fede, qualcosa che la filosofia invece deride. La fede secondo Kierkegaard non è affatto qualcosa di "umile", la fede «è la cosa suprema».
Kierkegaard prosegue quindi con tre problemi in cui emerge la sua filosofia:
- I problema: Si dà una sospensione teleologica dell'etica ?

La fede, ad avviso del filosofo danese, è appunto un paradosso: «Il singolo come Singolo è più alto del generale […] Il Singolo come Singolo sta in un rapporto assoluto all'Assoluto. Questo punto di vista non si lascia trattare con la mediazione (ovvero con la dialettica hegeliana del "superamento") poiché ogni mediazione avviene in virtù del generale; esso è e resta per tutta l'eternità un paradosso, inaccessibile per il pensiero». Abramo va quindi contro ogni etica riconosciuta, il suo comportamento si pone al di fuori di qualsiasi etica. «La storia di Abramo contiene allora la sospensione teleologica dell'etica. Egli come singolo è diventato più alto del generale. Questo è il paradosso che non si lascia mediare».
- II problema: Esiste un dovere assoluto verso Dio?

Kierkegaard risponde di sì. Intanto la fede è anche paradosso perché l'interiorità, ad avviso di Kierkegaard, è maggiore dell'esteriorità, seppure «nella concezione etica della vita il compito è di spogliarsi dell'interiorità e di esprimerla nell'esterno» ma il paradosso della fede consiste proprio in questo: «[…] l'interiorità è incommensurabile con l'esteriorità […]». Sbagliava la filosofia moderna del tempo, ad avviso del filosofo, a fare l'equivalenza di "fede" ed "immediatezza". «Prima della fede precede un movimento dell'infinità, e poi interviene la fede, nec opinate ma in forza dell'assurdo». E ancora «[…] il dovere verso Dio è assoluto, il momento etico è ridotto a qualcosa di relativo». Quindi o esiste un dovere assoluto verso Dio «o altrimenti la fede non c'è mai stata e Abramo è perduto […]».
- III problema: Dal punto di vista etico si può scusare il silenzio di Abramo, con Sara, Eliezer, Isacco sul suo progetto?

Se non esistesse un'interiorità per cui il Singolo come tale è più alto del generale, la condotta di Abramo, saltando le istanze etiche intermedie, sarebbe stata inescusabile. «Se invece si dà una siffatta interiorità, allora abbiamo il paradosso che non si lascia mediare poiché esso riposa appunto su questo che il Singolo è più alto del generale, ma il generale è precisamente la mediazione. La filosofia hegeliana non ammette come giustificazione nessun'interiorità, nessun'incommensurabilità. Essa è coerente con se stessa quando esige la manifestazione (per Hegel "l'essenza deve apparire", in das Wesen muss erscheinen), ma non è a posto quando vuole considerare Abramo padre della fede e parlare sulla fede. La fede infatti non è la prima immediatezza, ma una ulteriore. La prima immediatezza è quella estetica, qui la filosofia hegeliana può aver ragione. Ma la fede non è il momento estetico oppure anche la fede non è mai esistita perché è esistita». Ritornando ad Abramo, egli non parlò, non disse nulla dell'intenzione di sacrificare Isacco, al suo ristretto ed amato gruppo familiare, «[…] egli trascurò le sue istanze etiche poiché per Abramo l'etica non aveva una espressione più alta della vita familiare». Abramo tacque, ma non poteva parlare. «Se infatti, quando parlo, io non riesco a farmi comprendere, allora io non parlo anche se parlassi ininterrottamente giorno e notte. Questo è il caso di Abramo.» «Allora aut-aut: o esiste il paradosso che il Singolo come Singolo sta in un rapporto assoluto all'Assoluto, oppure Abramo è perduto».
Nell' Epilogo, il filosofo esordisce con «[…] la passione suprema dell'uomo è la fede», convinzione che nelle poche pagine dell'epilogo viene ripetuta alcune volte. Secondo Kierkegaard molti anche nei suoi giorni non scoprirono la fede, ma non stava a lui giudicare. Quello che invece giudica, è "andare oltre" la fede.

## Temi
In Timore e tremore Kierkegaard introduce la figura del "Cavaliere della Fede" contrapposta al "Cavaliere dell'Infinito". Lo stadio religioso del filosofo danese appartiene al cavaliere dell'infinito, che non coincide con la fede di Abramo, ma con quella di colui che crede in una salvezza eterna, però rassegnandosi a non poter essere felice, a non poter essere salvato nell'al di qua. Il cavaliere dell'infinito, nella vita terrena, è rassegnato. Il cavaliere della fede, invece, dopo aver compiuto il "primo movimento" (dopo aver creduto nell'esistenza di Dio), ne compie un altro in direzione opposta, torna all'"al di qua", e in questo «doppio movimento» fra teologia della croce e teologia della gloria crede che Dio lo salverà anche nella storia mondana. È una salvezza proiettata nel presente. Il cavaliere della fede crede nell'assurdo, non è rassegnato, crede che Dio lo renderà felice pure qui e ora. Abramo crede fermamente che, se Dio gli ha ordinato di uccidere Isacco, non potrà che ricavarne felicità, poiché è stato Dio a ordinarglielo e Dio per fede gli restituirà Isacco.
Nella sua teologia sperimentale, Kierkegaard provò senza successo a ottenere qualcosa d'analogo al «doppio movimento» tra croce e gloria nell'infelice rapporto con la fidanzata Regina Olsen.
Questi concetti sono presenti in modo esplicito nel film Ordet del 1955 di Carl Theodor Dreyer, in cui anche il protagonista, studioso della teologia kierkegaardiana, si chiama Johannes.

## Edizioni in italiano
- Timore e tremore, trad. Franco Fortini e Kristen Montanari Guldbrandsen
  - con postfazione di Jean Wahl, Edizioni di Comunità, Milano 1948
  - SE, Milano, 1990 ISBN 88-7710-422-8
  - con introduzione di Remo Cantoni, Roma: Newton Compton, 1976
  - con prefazione di Filippo Gentili, Mondadori, Milano 1991 ISBN 88-04-35437-2
  - con introduzione di Furio Jesi, Mondadori, Milano 2003 ISBN 978-88-04-46960-5
- Timore e tremore, a cura di Cornelio Fabro, Rizzoli, Milano 1972 ISBN 88-17-16562-X ISBN 978-88-17-16562-4
- Timore e tremore, a cura di Bruno Segre
  - Opportunity Book, 1995 ISBN 88-8111-012-1
  - RL, Santarcangelo 2011 ISBN 978-88-18-02765-5